# 아이파트너즈
주식회사 아이파트너즈(영어: Ipartners)는 대한민국의 기업으로 소프트웨어 개발 및 공급, 온라인 마케팅을 제공하는 회사다.

## 연혁
- 2000년 1월 25일 - 아이파트너즈 회사 설립
- 2007년 - 잠원동으로 이사
- 2015년 - 논현동 I-Tower 사옥 건축 및 이전

## 사업장
- 본사 - 서울시 강남구 학동로3길 10 I-Tower

## 같이 보기
- 온라인 마케팅
- 소프트웨어